# Лаганское водохранилище
Лаганское водохранилище (также известно как Большая Речка) — водохранилище в Лаганском районе Калмыкии, на территории города Лагань. Водохранилище находится в ложе ерика Лаганский Банк в 10 км от берега Каспийского моря.
- полная ёмкость — 365 000 м³,
- площадь водного зеркала — 27 га,
- длина (без заливов) — 1,7 км, ширина — 300 м
- средняя глубина — 1,35 м (максимальная — 3 м).

Водохранилище наполняется водой, поступающей через Оля-Каспийский канал (створ канала на западном конце водохранилища) и является основным источником водоснабжения Лагани.
В юго-западной части по ерику простирается залив до села Северное.
На востоке водохранилище отделено дамбой от Каспийского морского судоходного канала. Сброс воды в канал позволяет обеспечивать его проточность и регулировать его уровень.